# 이바라키 방송

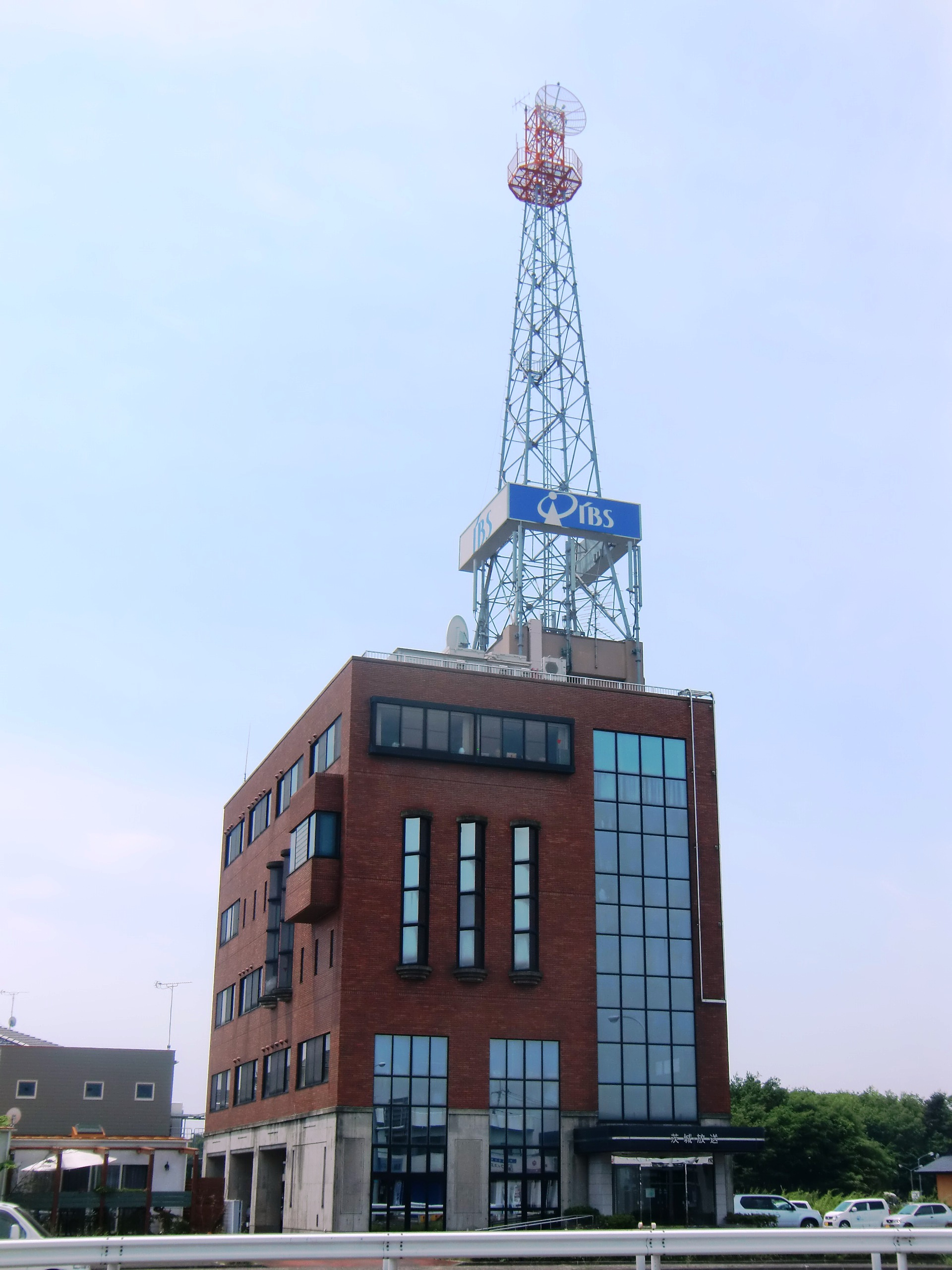
이바라키 방송

이바라키 방송(일본어: 茨城放送)은 일본 이바라키현의 유일한 중파 라디오 방송국으로 1963년 4월 1일 개국했다.
약칭은 IBS, 콜사인은 JOYF이다.

## 연혁
- 1962년 9월 「이바라키 방송 주식회사」를 미토시 기타미정에 설립, 다음해 1월 현재의 회사명인 「주식회사 이바라키 방송」으로 회사명 변경
- 1963년 4월 중파 라디오 방송(미토 방송국)개국.당시 주파수 1200Kc, 출력 1KW.(개국 당시는 네트워크에 소속되지 않았다.
- 1965년 1월 쓰치우라 방송국을 개국.당시 주파수 1460KC, 출력 0.1KW.
- 1972년 쓰치우라 방송국의 출력을 1KW로 늘림.
- 1977년 미토 방송국 출력을 5KW로 증력.
- 1978년 11월 중파주파수 간격 변경에 의해 현재의 주파수로 변경.
- 1985년 쓰쿠바에서 열린 세계박람회 회장내에 특설 스튜디오를 6개월간 설치하고 수시로 생방송을 실시했다.
- 1990년 봄에 쓰치우라 지사 이전하고 쓰치우라 쓰쿠바 지사로 개칭한다. 방송국 밖에 설치한 방송실 「스튜디오 레이크」개설.
- 1990년 12월 세키조 정(현재의 지쿠세이시)에 겐세이중계국 설치.출력 1KW.
- 2001년 4월 NRN에 가맹.
- 2004년 4월 - 현역 텔레비전 방송 면허 신청 철회.
- 2015년 8월 17일 - 미토 FM보완중계국 개국
- 2015년 12월 7일 - 히타치 FM보완중계국 개국
- 2017년 4월 7일 - 모리야 FM보완중계국 개국

## 주파수
| 중계국              | 주파수  | 출력 | 콜사인 |
| ------------------- | ------- | ---- | ------ |
| 미토 방송국         | 1197kHz | 5kW  | JOYF   |
| 미토 FM보완중계국   | 94.6MHz | 1kW  | -      |
| 쓰치우라 중계국     | 1458kHz | 1kW  | JOYL   |
| 겐세이 중계국       | 1458kHz | 1kW  | JOYL   |
| 히타치 FM보완중계국 | 88.1MHz | 100W | -      |
| 모리야 FM보완중계국 | 88.1MHz | 20W  | -      |

## 이바라키현에 있는 다른 방송국
- NHK 미토 방송국